# Colotis aurora
Colotis aurora är en fjärilsart som först beskrevs av Pieter Cramer 1780.  Colotis aurora ingår i släktet Colotis och familjen vitfjärilar. Inga underarter finns listade i Catalogue of Life.

## Bildgalleri

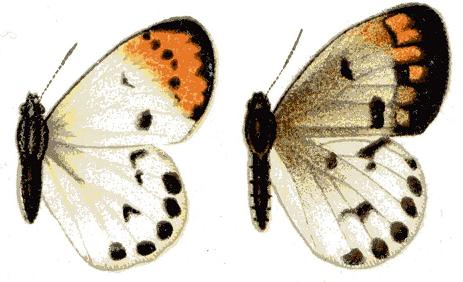
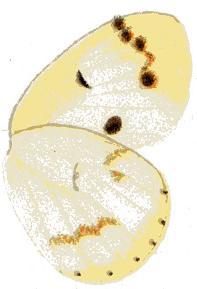
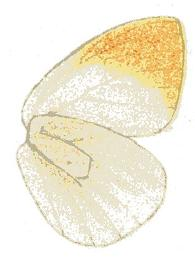
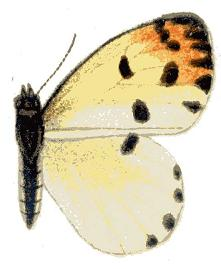
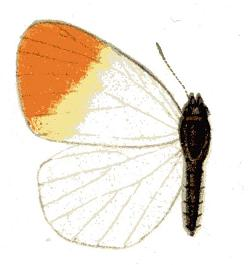
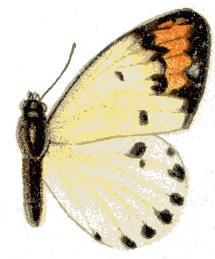